# Distretto di Bas-Sassandra
Il distretto di Bas-Sassandra è uno dei quattordici distretti della Costa d'Avorio. Ha per capoluogo la città di San-Pédro ed è suddiviso nelle tre regioni di Gbôklé, Nawa e San-Pédro. 
La popolazione censita nel 2014 era pari a 2.280.548 abitanti.